# Повернення героя
«Повернення героя» (англ. The Last Stand, дослівно укр. Останнє пристановище) — американський кримінальний трилер-бойовик режисера Кім Чжі Уна, що вийшов 2013 року. Картина створена на основі історії Ендрю Науера (був також сценаристом).
Сценарій картини також написали Джеффрі Нахманофф і Джордж Нолфі, продюсером був Лоренцо ді Бонавентура. Вперше фільм продемонстрували 12 січня 2013 року у Гонконгу і США.
В Україні прем'єра фільму відбулась 21 лютого 2013 року.

## Сюжет
| Рей Оуенс (Арнольд Шварценеггер), колишній поліцейський Лос Анджелеса, зараз займає пост шерифа у богом забутому містечку. Все, що йому потрібно для гарної службі, це горнятко кави зранку та порція свіжих місцевих пліток. Але закінчити спокійно свою службу у нього не виходить. До кордону на межі США та Мексики поспішає група озброєнних до зубів поганців на чолі з наркобароном Ґебріелом Кортезом. І єдиний, хто може їх зупинити, це наш бравий шериф! В цьому йому допоможуть стара витримка та дивакуватий хлопець Л’юіс Дінкам (Джонні Ноксвіл). |

## У ролях
| Актор                | Персонаж                               | Роль                                                                |
| -------------------- | -------------------------------------- | ------------------------------------------------------------------- |
| Арнольд Шварценеггер | Рей Оуенс (англ. Ray Owens)            | шериф у невеличкому містечку, колишній поліцейський Лос Анджелеса   |
| Форест Вітакер       | Джон Бенністер (англ. John Bannister)  | агент ФБР                                                           |
| Джонні Ноксвілл      | Люїс Дінкум (англ. Lewis Dinkum)       | колекціонер старовинної зброї                                       |
| Луїс Гузман          | Майк Фіґерола (англ. Mike Figuerola)   | перший заступник                                                    |
| Джеймі Александер    | Сара Торренс (англ. Sarah Torrance)    | заступник                                                           |
| Родріго Санторо      | Френк Мартінез (англ. Frank Martinez)  | колишній морський піхотинець із синдромом посттравматичного розладу |
| Едуардо Нор'єга      | Габріель Кортес (англ. Gabriel Cortez) | наркобарон                                                          |
| Петер Стормаре       | Томас Баррелл (англ. Thomas Burrell)   | поплічник Габріеля                                                  |
| Ґенесіс Родріґез     | Елен Річардс (англ. Ellen Richards)    | агент ФБР                                                           |
| Деніел Генні         | Філ Хейз (англ. Phil Hayes)            | агент ФБР                                                           |
| Гаррі Дін Стентон    | Парсонс (англ. Parsons)                | фермер                                                              |

## Сприйняття

### Критика
Фільм отримав загалом змішано-позитивні відгуки: Rotten Tomatoes дав оцінку 59 % на основі 148 відгуків від критиків (середня оцінка 5,7/10) і 64 % від глядачів із середньою оцінкою 3,6/5 (18,649 голосів), Internet Movie Database — 6,9/10 (13 315 голосів), Metacritic — 54/100 (33 відгуки критиків) і 7,0/10 від глядачів (73 голоси).

### Касові збори
Під час показу у США, що стартував 18 січня 2013 року, протягом першого тижня фільм показали у 2,913 кінотеатрах і він зібрав $6,281,433, що на той час дозволило йому зайняти 9 місце серед усіх прем'єр. Показ протривав 42 дні (6 тижнів) і закінчився 28 лютого 2013 року, зібравши у прокаті у США $12,050,299, а у світі — $25,100,000 тобто $37,150,299 загалом при бюджеті $30 млн.